# Kara-Alma
Kara-Alma (kirgisisch für Schwarzer Apfel) ist ein Dorf im Rajon Susak des kirgisischen Oblus Dschalal-Abad.

## Geographie
Der Ort liegt am Kökart im Kökart-Tal. Kara-Alma ist Verwaltungssitz der gleichnamigen Landgemeinde Kara-Alma.

## Geschichte
Das Dorf Kara-Alma wurde 1934 gegründet. Die Verwaltung des Selsowets wurde 1947 verlegt.

## Bevölkerung
| Jahr | Einwohnerzahl | Quelle |
| ---- | ------------- | ------ |
| 2009 | 2274          | [ 2 ]  |
| 2021 | 2918          | [ 3 ]  |

## Wirtschaft und Infrastruktur
Das Dorf liegt abgelegen, entsprechend schlecht ist es auch an das Straßennetz angebunden. Im Dorf gibt es eine Notaufnahmestelle, weiterhin sind eine Sekundar- und eine Primärschule vorhanden.
Der Hauptwirtschaftszweig ist die Landwirtschaft, insbesondere der Verkauf von Walnüssen ist bedeutend.